# CHAINS
CHAINS (チェインズ) は、1993年結成の日本・京都府出身のロックバンド。オリジナルメンバーがくるり・キセル等の学生時代の先輩にあたり、京都系と言われる音楽の源流バンドの一つに挙げられる。数度のメンバー・チェンジを経て2002年以降はボーカル・ギター担当の新村敦史、ギター担当の横山道明、キーボード担当の丸山桂、ベース担当のラリー藤本、ドラム担当の伊藤拓史の5人で不変。
スタジオ・アルバム4枚とマキシシングル1枚、デジタルシングル2タイトル、コンピレーションアルバム3作品に参加している。

## 概要
1993年6月結成。結成当初は、ボーカル担当の新村敦史、ベース担当の栗本英明他2名の4人編成で全員立命館大学の軽音サークル「ロックコミューン」に所属。The Metersやジェームス・ブラウンなどR&B、ソウルのカバーバンドとして活動を始める。
1993年11月、諸所の理由によりギターが脱退。同じサークルで新村、栗本の先輩にあたる横山道明が加入。その頃から徐々にオリジナル曲を作り始め、京都の拾得、磔磔で月一回のペースでライヴを行うようになる。
1995年4月、音楽的方向性の違いによりドラムが脱退。後任として新村、栗本がそれぞれ別のバンドで一緒にプレイしていたドラムの伊藤拓史が加入。その頃から新村もギターを弾くようになり、現在の基本スタイルが出来上がってくる。その後1997年8月に横山の友人で京都に仕事で来ていたキーボードの丸山桂が加入。
1998年7月にビクターエンタテインメントの「チアーズ」というオーディションにデモテープを送るまで拾得・磔磔での月一回ペースでライヴを繰り返し行い、オーディションを契機に大阪・東京等でもライヴを行うようになる。その後ベースの栗本脱退、ドラム伊藤の休養などにより一時バンド活動が停滞するが、約1年間後の2001年末にベースでラリー藤本が加入、ドラム伊藤も復帰して現在のメンバー構成となる。
2002年夏に2nd. ミニアルバム「II」を発表。これがコロムビアミュージックエンタテインメントの目にとまり、同年11月契約。翌年2003年5月に初のフルアルバムとなる「日和見スコープ」でメジャーデビュー。同時にFM京都α-stationでレギュラー番組「ONESTEP BEYOND」を9ヶ月に渡り担当。2004年には期間限定のセルフカバーアコースティックユニット「エンガワ」でのライブ活動やライブ音源の限定発売等も行う。2006年みやこ音楽祭に参加。以後は京都・大阪を中心に約月1回ペースでライブ活動を行っており、毎年お盆とGWと年末の年3回京都拾得で自主イベント「ONESTEP BEYOND」を開催している。
2018年、結成25周年を記念して1st配信シングル『25th Anniversary』をリリース。
2020年、2nd配信シングル『Can't Quit You』をリリース。
2023年9月20日、結成30周年記念フルアルバム『decades on』（CD）を古巣ハヤブサランディングス（なりすレコード）から全国リリース（先行配信シングル『瞬間』を同年8/16にリリース）。そして同年後半に大阪/名古屋/東京/京都とレコ発ツアーを開催。
2024年5月6日、テレビ東京開局60周年特別企画ドラマスペシャルスペシャル『生きとし生けるもの』（主演：妻夫木聡・渡辺謙/監督：廣木隆一/脚本：北川悦吏子/劇伴：大友良英）の挿入歌として "I am" が使用され話題となる。

## メンバー
- 新村敦史（しむら あつし） ボーカル、ギター。1972年6月生、兵庫県出身、血液型O
- 横山道明（よこやま みちあき）ギター。1970年8月生、京都府出身、血液型B
- 丸山桂（まるやま けい） キーボード。1970年7月生、東京都出身、血液型O
- ラリー藤本（らりー ふじもと） ベース。1971年9月生、大阪府出身、血液型O
- 伊藤拓史（いとう たくじ） ドラム。1972年4月生、奈良県出身、血液型B

## 元メンバー
- 栗本英明（くりもと ひであき） ベース。1973年1月生、福岡県出身、血液型O

## ディスコグラフィ

### オリジナルアルバム
- 『chains』（1999年11月1日／HAYABUSA LANDINGS・Carp Recordings）

- 『 II 』（2002年7月20日／HAYABUSA LANDINGS)

- 『日和見スコープ』（2003年5月21日／日本コロムビア)

- 『decades on』（2023年9月20日／HAYABUSA LANDINGS）

### シングル
- 『光よりも速く』（2003年10月22日／日本コロムビア)
- 【配信】『25th Anniversary』（2018年7月24日） ▶️収録曲は「メトロノーム」「アスリート」の2曲。

- 【配信】『Can't Quit You』（2020年12月29日）  ▶️収録曲は「Can't Quit You」「始まりの街」「永遠の食卓」の3曲。

- 【配信】『瞬間』（2023年8月16日） ▶️収録曲は「瞬間」「逡巡」「I am」の3曲（アルバム『decades on』から先行リリース）

### コンピレーションアルバム
- 『ATTITUDE#075』（1999年8月25日／ビクターエンタテインメント)。サークルの後輩キセルやママスタジヲらと参加
- 『Smells Like Teenage Symphony』（2002年3月27日／ドリーミュージック)。カーネーションやセロファンらと参加
- 『みやこ音楽』（2006年11月11日／NOISE McCARTNEY RECORDS)。くるり企画